# 109 (getal)
109 is het natuurlijke getal volgend op 108 en voorafgaand aan 110.

## In de wiskunde
- 109 is het 29e priemgetal.
- 109 is een viervoud plus 1, zodat dit priemgetal volgens de stelling van Fermat over de som van twee kwadraten kan worden geschreven als de som van twee kwadraten: {\displaystyle (3^{2}+10^{2})}.

## Overig
109 is ook:
- het jaar 109 v.Chr. of A.D. 109.
- het atoomnummer van het scheikundig element Meitnerium (Mt)
- het aantal karaats van de Koh-i-Noor, een van de kroonjuwelen van het Britse Koningshuis
- een waarde uit de E-reeks E192

De M109-houwitser was een ook in het Nederlandse leger gebruikte pantserhouwitser, ontwikkeld in de Verenigde Staten in de jaren '50. Het was een middelzwaar (kaliber 155mm) artilleriegeschut.